# オバケーション
オバケーションは、東京工芸大学芸術学部コミュニケーションデザイン研究室が1998年にはじめた演習から始まり企画・運営されているプロジェクトである。子供がオバケを考え、大学生がキャラクター化・イラスト化するというワークショップがはじまりである。子供は自由な想像力を養い、大学生は実践的なデザインの勉強をし、作品を見た大人達は子供の想像力を見直すというコミュニケーション要素のある活動である。株式会社ピコトンが、NPO法人クリエイティブスマイルより運営を引き継いだ。

## プロジェクト名
オバケーションは「オバケ」と「コミュニケーション」をつなげた造語である。
英語表記は Obacation である。

## 活動内容
年に数回、外部の団体と連携してワークショップを行う。条件により実施形態を変えている。主なワークショップ構成は、オバケとオバケ絵本を作る2日構成とオバケだけ作る1日構成が行われている。
オバケーションはワークショップ以外にもウェブサイトを運営している。ウェブサイトでは月ごとにオバケを募集し、5体程度選びイラスト化している。オバケを送ってくれた子へはオバケをカード型シールにして送っている。

## ウェブサイト
オバケーションサイトは子供向けの構成になっている。コンテンツはオバケの投稿とお話の投稿が主体になっている。オバケやお話が採用されることでサイト内でのみ使える独自の通貨（単位：ラッタ）が貰え、サイト内のショップでオバケカードやアバター、アイコンが購入できる。他にはオバケが登場するゲームやケイジバン、チャットがある。
オバケは1ヵ月単位で募集しており、毎月8日締めで8日に公開する。採用オバケはイラストの制作があり最短で1ヵ月後の公開となる。採用されると20ラッタ貰える。「もう一歩賞」というものあり、3ラッタが貰え、公開から1ヶ月間だけ公開される。
お話も1ヶ月単位で募集しており、毎月8日締めで毎月18日に公開する。お話はチェック後すぐに公開なので最短10日で公開される。採用されると15ラッタ貰える。お話にも「もう一歩賞」というものあり、3ラッタが貰え、公開から1ヶ月間だけ公開される。